# Carlo Gambino
Carlo Gambino znany również jako Don Carlo (ur. 24 sierpnia 1902 w Caccamo, zm. 15 października 1976 w Nowym Jorku) – amerykański gangster pochodzenia sycylijskiego, jeden z najpotężniejszych przywódców w historii amerykańskiej mafii. Był założycielem rodziny Gambino i został „szefem szefów”, przejmując przewodnictwo w amerykańskiej Cosa Nostrze.

## Sycylia
Carlo Gambino urodził się w Caccamo na Sycylii i już od młodzieńczych lat był związany z tamtejszą mafią. Jako nastolatek zabijał na zlecenie przywódców i w wieku 19 lat został oficjalnym członkiem Cosa Nostry. Wkrótce jednak działania rosnącego w siłę Benita Mussoliniego, zmusiły Gambinę oraz innych mafiosów do ucieczki z wyspy. Gambino wyemigrował więc do Nowego Jorku.

## Początki w USA
Po przybyciu do Stanów Zjednoczonych, Gambino związał się z grupą przestępczą dowodzoną przez Charliego „Szczęściarza” Lucianę; w jej skład wchodziło wielu gangsterów, którzy później stworzyli siłę amerykańskiej mafii (m.in. Vito Genovese, Joe Adonis, Frank Costello czy Meyer Lansky). Jak wielu nielegalnych imigrantów z Sycylii nie znał innego życia i działalność przestępcza była dla niego naturalnym rozwiązaniem. Razem z grupą Luciany organizowali napady, kradzieże, wymuszenia oraz przemyt alkoholu, na który nałożono prohibicję w latach dwudziestych XX wieku.
Na przełomie lat dwudziestych i trzydziestych doszło do poważnego konfliktu między zwierzchnikiem Luciany, Giuseppem Masserią a Salvatorem Maranzaną, gangsterem, który przybył w 1925 roku do Stanów z polecenia mafiosów sycylijskich. Siłą rzeczy Gambino został włączony w wojnę dwóch frakcji mafijnych, której korzenie sięgały jeszcze Sycylii oraz Neapolu. Konflikt okazał się być bardzo wyniszczającym starciem dla obu stron, w wyniku którego zginęło wiele osób. Młodzi mafiozi doprowadzili do śmierci Masserii, który został zastrzelony 15 kwietnia 1931 roku podczas obiadu w jednej z nowojorskich restauracji. Maranzano wygrał więc wojnę i został mianowany capo di tutti capi, „szefem wszystkich szefów”. Jego kariera nie trwała długo, gdyż 10 września tego samego roku został zamordowany w swoim biurze na Manhattanie. Za zabójstwem stał Luciano i spółka, którzy po wyeliminowaniu obu szefów, przejęli kontrolę nad mafią w USA, dając w ten sposób początek amerykańskiej Cosa Nostrze. Gambino pozostał w ekipie Luciany, dzięki czemu zyskał znaczącą pozycję oraz doskonałe perspektywy na przyszłość.

## Komisja, bracia Mangano oraz Alberto Anastasia
W roku 1931 została utworzona tzw. Komisja, składająca się z szefów „Pięciu Rodzin”. Jej przewodniczącym został Luciano. Miała służyć jako zabezpieczenie przed wybuchem kolejnych zbrojnych konfliktów między gangsterami na tak dużą skalę. Po nowym podziale Gambino został kapitanem w rodzinie Mangano, służąc również pod Albertem Anastasią, który miał opinię bezlitosnego egzekutora. Jako capo rodziny Mangano, Gambino przyjmował zlecenia zabójstw i był odpowiedzialny za szereg przestępczych procederów, charakterystycznych dla mafii. Jego przedsięwzięcia przynosiły spore profity, dzięki czemu zyskiwał sobie coraz większą reputację i szacunek.
Na początku lat 50. doszło do kolejnych zmian. W 1951 roku zabito Phillipa Manganę, a jego brat Vincent zniknął bez śladu. Na forum Cosa Nostry, Albert Anastasia zaprzeczył, jakoby miał jakikolwiek związek z tymi wypadkami, wszakże wydaje się być oczywistym, iż to on był zleceniodawcą. Te wydarzenia oznaczały zmiany dla Gambiny, gdyż Anastasia został nowym szefem rodziny, a Gambino jego zastępcą. Awansował więc na bardzo wysoki szczebel w hierarchii mafijnej. Umożliwiło mu to wprowadzenie do rodziny, swojego szwagra Paula Castellanę, którego uczynił kapitanem.
Anastasia bezkompromisowo prowadził rodzinę, szczycąc się bezwzględnością i okrucieństwem. Przemoc była narzędziem, które lubił najbardziej i najczęściej je wykorzystywał. Metoda ta coraz mniej jednak podobała się pozostałym szefom Komisji. Szczególnie, iż działania Anastasii coraz częściej skupiały uwagę mediów oraz służb rządowych. Pozostali szefowie czuli się więc zagrożeni i po kilku latach doszło do porozumienia, które miało na celu wyeliminowanie Anastasii. Luciano, Lansky oraz Frank Costello potrzebowali jednak kogoś zaufanego, kto będzie w stanie doprowadzić sprawę do końca. Z pomocą przyszedł im Gambino, który również dostrzegał zagrożenie ze strony swojego szefa. Gambino przekazał wyrok śmierci Joe`emu Profaciemu, który miał zająć się organizacją. 25 października 1957 roku Anastasia został zastrzelony na krześle u fryzjera w Park Sheraton Hotel. Prawdopodobnie zamachu dokonała ekipa Josepha Galli. Po tych wydarzeniach, Gambino został nowym szefem organizacji, którą przemianowano na rodzinę Gambino.

## Rodzina Gambino
Poczynając od roku 1957 aż do śmierci Gambiny w 1976, rodzina stale się rozrastała, poszerzając swoje wpływy. Już w 1962 roku posiadała około 30 załóg oraz 1000 żołnierzy. Jej zyski stale się zwiększały, osiągając pułap 500 000 000$ rocznie. Trzeba tu dodać, iż w większości przypadków dochód ten był dokonywany bez sprzedaży narkotyków, których handel był surowo zakazany przez szefa; ci, którzy złamali zakaz, byli karani śmiercią. Władza Gambiny charakteryzowała się poszanowaniem zasad Cosa Nostry, ale również brakiem litości, tak dla wrogów, jak i przyjaciół. Rodzina włączała się praktycznie we wszystkie nielegalne przedsięwzięcia, inwestując również pieniądze w legalne źródła dochodów. Gambino prowadził swoją działalność także w pozostałych miastach USA – Los Angeles, Las Vegas, Chicago czy Miami. Stał się przewodniczącym Komisji i ostatecznie awansował na najpotężniejszego przywódcę mafijnego w Stanach Zjednoczonych. Szczęśliwie udawało mu się wydostawać z konfliktów, w które był zaangażowany. Zazwyczaj wychodził z nich jako zwycięzca (np. zatarg z Joem Colombą czy wojna bananowa).

## Zmierzch dona Carla
W 1971 roku na raka umarła żona Gambiny, Catherine, co doprowadziło do stopniowego załamywania się dona Carla. Coraz rzadziej pokazywał się publicznie, unikał kontaktów z innymi ludźmi. Depresja, w którą popadał powodowała również osłabienie rodziny. Ostatecznie Carlo Gambino zmarł na atak serca 15 października 1976 roku w swoim domu na Staten Island. Na jego pogrzebie zjawiło się około 2000 osób, włączając w to przedstawicieli policji czy świata polityki. Osierocił czworo dzieci: Thomasa, Josepha, Carla i córkę Phyllis Sinatrę. Pozostawił też potężną rodzinę Gambino, która miała zmierzyć się teraz z wyzwaniami nowych czasów.

## Rodzina Gambino po śmierci dona Carla
Wiernym towarzyszem Gambiny, był Aniello Dellacroce, który wzbudzał respekt na ulicach, szczególnie wśród żołnierzy rodziny. Prognozowano, iż to właśnie Dellacroce zostanie kolejnym donem. Niemniej u schyłku życia, Gambino wybrał na swojego następcę Paula Castellanę, co jak się później okazało miało fatalne skutki. Większość ekip nie akceptowała tego wyboru. Po śmierci Dellacrocego, ekipa Johna Gottiego – kapitana rodziny – zorganizowała zamach na życie Castellany, który został zastrzelony w 1985 roku. Nową głową rodziny został John Gotti, a jego zastępcą Sammy Gravano. Gotti jednakże obrał szlak, którego Gambino zawsze starał się unikać – znalazł się bowiem na pierwszych stronach gazet, kpiąc z wymiaru sprawiedliwości oraz agentów FBI. Jego nonszalancki sposób bycia doprowadził do aresztowania w 1990 roku. Na skutek zdrady Gravany (który zgodził się zeznawać w zamian za status świadka koronnego), w 1992 roku Gotti został skazany na dożywocie, bez możliwości przedterminowego zwolnienia. Zmarł na raka 10 czerwca 2002 w United States Medical Center for Federal Prisoners w Springfield. Po śmierci Gottiego, rodzina Gambino nigdy już nie odzyskała dawnej potęgi, słabnąc z każdym rokiem.